# Motores y Motos

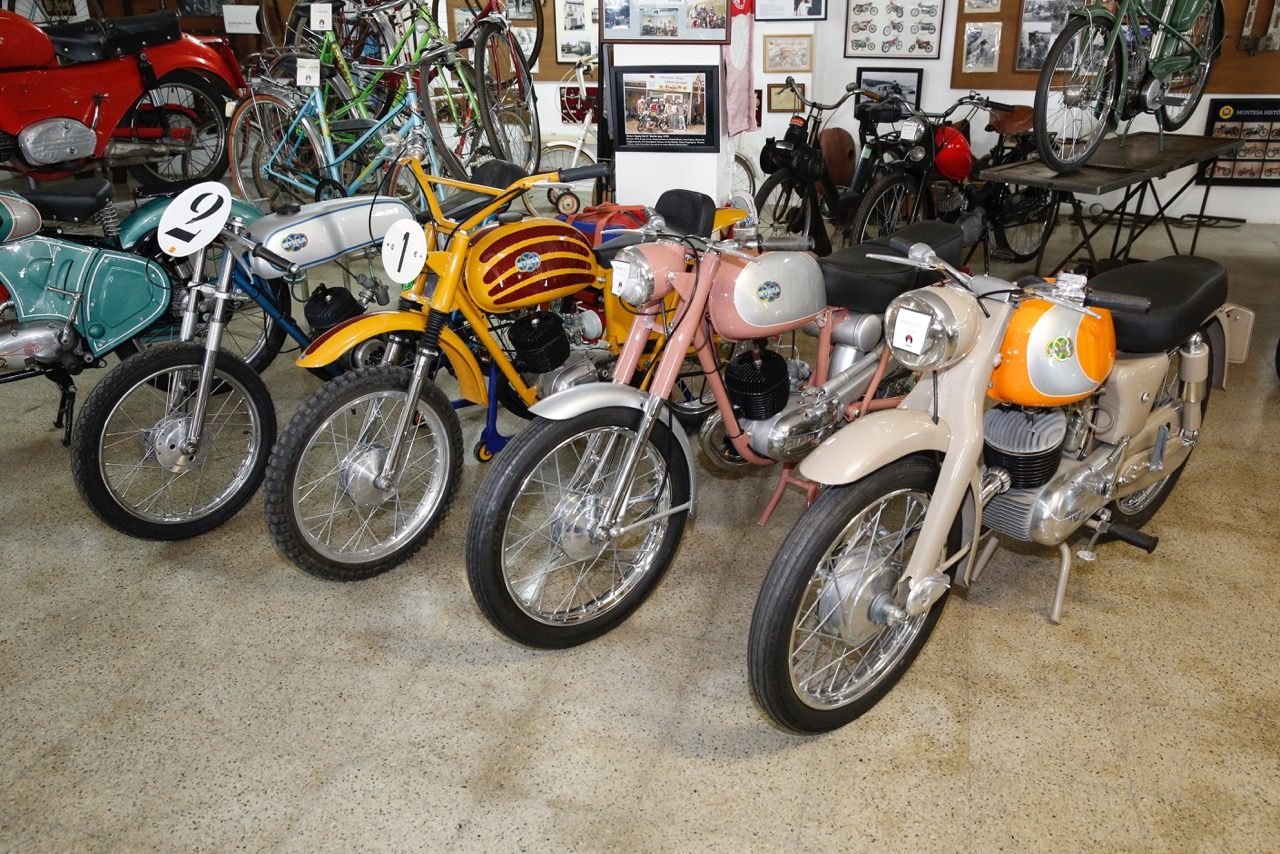
Motorräder von Mymsa

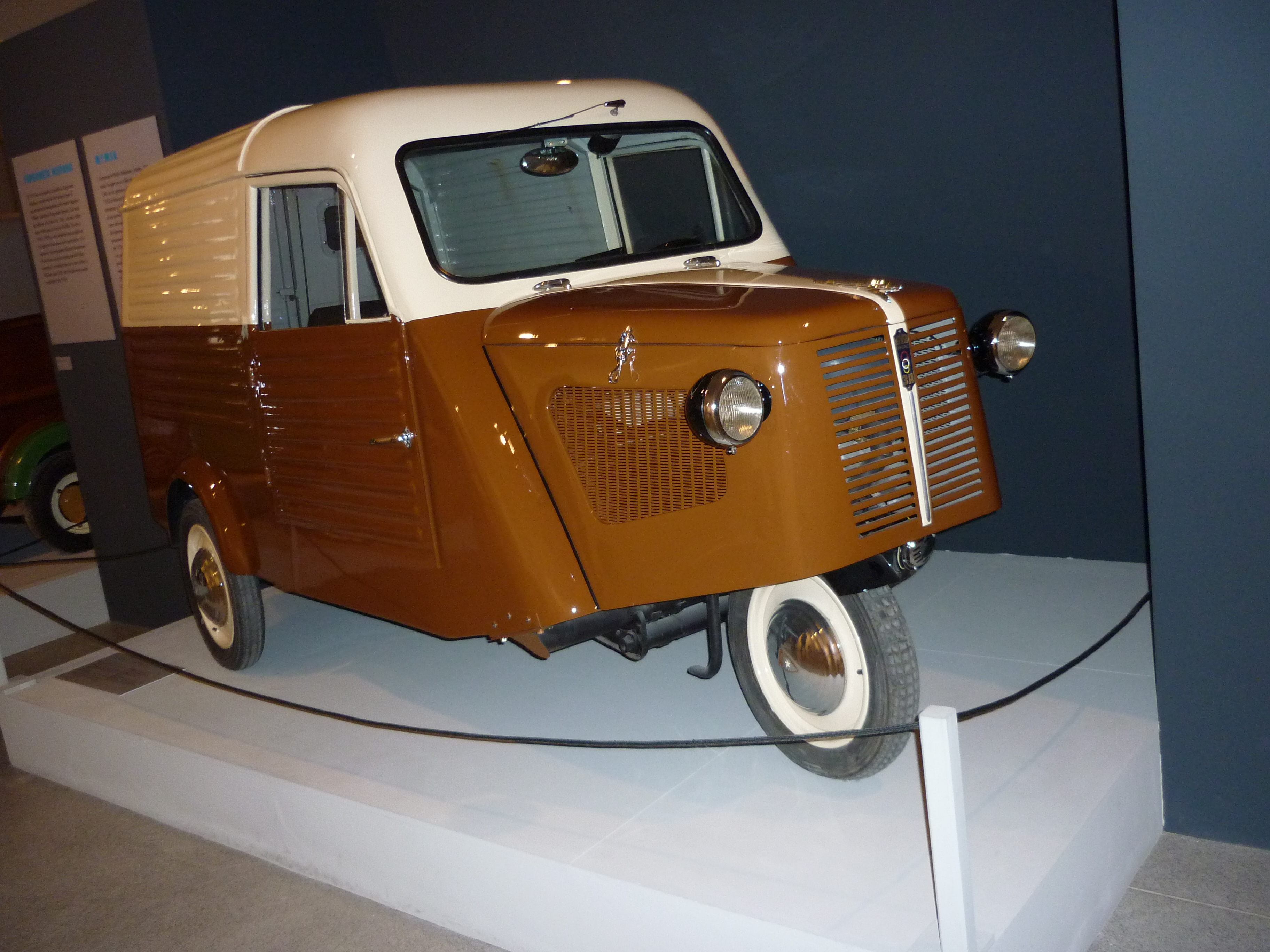
Mamsa Rana

Motores y Motos S.A. war ein spanischer Hersteller von Motorrädern und Automobilen.

## Unternehmensgeschichte
Das Unternehmen aus Barcelona begann 1952 mit der Produktion von Motorrädern, die 1960 endete. Automobile entstanden nur 1957. Der Markenname lautete Mymsa.

## Fahrzeuge

### Zweiräder
Das Unternehmen stellte Mopeds und Motorräder mit Zweitaktmotoren her. Die Motoren hatten über 49 bis 175 cm³ Hubraum.

### Automobile
Das Modell Rana 3-R war ein Dreirad, bei dem sich das einzelne Rad vorne befand. Für den Antrieb sorgte ein Einzylinder-Zweitaktmotor mit 175 cm³ Hubraum und 8,8 PS Leistung, der oberhalb des Vorderrades montiert war. Das Getriebe hatte über drei Vorwärts-, aber keinen Rückwärtsgang. Die hintere Starrachse war an Blattfedern montiert. Die Fahrzeuge gab es als Lieferwagen, Zweisitzer und viertürige Viersitzer, bei denen sich das Dach öffnen ließ. Das Modell Rana 4-R hatte über vier Räder und war nur als Lieferwagen und Pick-up erhältlich.